# Башкими Куманово
ФК „Башкими“ (на албански: Bashkimi) е футболен отбор от град Куманово, Северна Македония. Името на клуба на албански означава Единство.
Тимът играе мачовете си на Градския стадион в Куманово с капацитет 7000 души. През 2005 година печели купата на Македония. В сезон 2008 – 2009 година се отказва по финансови причини и е закрит.